# Renato Matos
Renato Matos (Salvador, 4 de março de 1952) é um artista brasileiro. Poeta, artista plástico, cantor, compositor e multi-instrumentista, atualmente integra o trio Sacassaia. É pai da cantora Flora Matos.

## História
Renato Matos foi o primeiro artista a cantar, em 1977, no "Concerto Cabeças", movimento que é marco cultural em Brasília. Em 1980 gravou o compacto "Grande Circular". Em 1988, esteve na Suíça e Paris, representando o Brasil no Festival Internacional do Folclore da Libia. Também pai da cantora Flora Matos.
Passou o ano de 1986 frequentando os cursos livres de música da Universidade de Berklee, em Boston,em Massachusetts e se apresentando em Nova York, enquanto, no Brasil, Leo Jaime gravou sua música "Um telefone é muito pouco". Retornando a Brasília, juntou-se ao grupo "Trem das cores", formou a banda "Acarajazz", cantou com Cássia Eller, gravou o LP Plug, se apresentou com a Orquestra Sinfônica do Teatro Nacional Cláudio Santoro, gravou o LP "Afterraggae" e participou do projeto "Made in Brasília".
Na década de 90 até 2006, intensificou ainda mais sua produção musical. Recebeu a medalha "Cavaleiro em Honra ao Mérito", além disso, foi nomeado "Comendador da Ordem do Mérito Cultural" do Distrito Federal. Participou do "Festival Internacional do Olodum", em Salvador,capital da Bahia, assim como dos projetos "Nota Dez", do Distrito Federal, "Revoada Zum-Zum"/Norte e Nordeste, "Arte Por Toda Parte"/DF.
Participou dos filmes nacionais Louco Por Cinema e O Cego Que Gritava Luz. Gravou os discos Reggadô e Zirigdum do Além, este último levado a Poitiers, na França, com o qual foi premiado naquele país, por sua criatividade de ter originalmente criado um instrumento e estilo musical único, com elementos mono-córdios, tais como o berimbau, e peças, utilizando-se de materiais naturais.  Em 2005 lançou cd, "Plano Piloto". E paralelamente a isto. desenvolve trabalho com sua nova "Banda Laya", composta por bateria, baixo, teclado, violão e voz.
Em 2013 integrou a exposição Obranome III, no Mosteiro de Alcobaça.